# Thomas Buffel
Thomas Buffel, född 19 februari 1981, är en belgisk före detta fotbollsspelare. Han spelade främst på det offensiva mittfältet. Buffel spelade över 30 landskamper för Belgiens landslag sedan debuten 2002. Han spelade under sin karriär även för Feyenoord och Rangers.

## Klubbkarriär
År 2011 blev Buffel belgisk mästare med Genk.
Efter säsongen 2018/2019 avslutade Buffel sin karriär.